# 독사

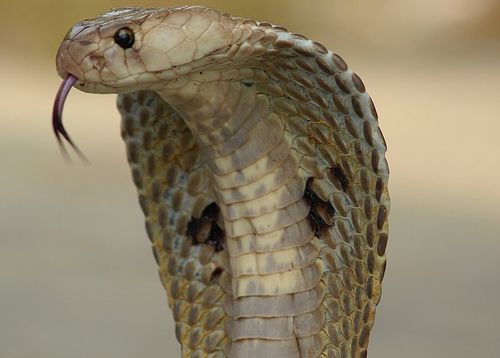
세계적으로 유명한 독사인 인도코브라.

독사(毒蛇) 또는 독뱀(毒뱀, 영어: venomous snake)은 독선과 독을 주입하기 위한 독니가 발달한 뱀을 일컫는다. 코브라과(Elapidae), 살무사과(Viperidae), 바다뱀아과(Hydrophiidae), 구멍뱀과(Atractaspididae), 뱀과(Colubridae) 등, 전체 뱀 종류의 4분의 1(약 6백여 종)이 독사이다.

## 한국에 서식하는 종류
살무사, 까치살무사, 쇠살무사 ,유혈목이 등이 있다.

## 같이 보기
- 사교상